# フォトマスター検定
フォトマスター検定（フォトマスターけんてい）とは、2004年より開始されたフォトマスター検定事務局が実施している写真とカメラに関する知識や技能を問う試験。通称「フォト検」。2006年の第4回検定より文部科学省後援となった。フォトマスター検定事務局は、社団法人国際文化カレッジ内にある。

## 概要
受験級は4つあり、下から3級・2級・準1級・1級。マークシート方式での受験で、BまたはHBの鉛筆が指定されている。試験は年一回・毎年11月中旬に行われ、試験時間は各級共通で80分。午前に3級及び準1級、午後に2級及び1級の試験が行われるため、連続する2階級を同日に受験することが可能。試験会場は主に各都道府県庁所在地に設けられるが、それ以外の場所でも5人以上の団体受験が可能な場合がある。
問題数は3級と2級が各60問、準1級が70問、1級が80問。2014年の第12回検定までは共通問題が7割、フィルムカメラ分野・デジタルカメラ分野・フォトレタッチ分野のいずれかから選択する選択問題が3割という問題構成だったが、2015年の第13回検定からは選択制を廃し、すべて共通問題となる。
合否判定は試験から約1か月後に受験者各位に郵送され、合格者には認定カードが交付されるほか、有償で合格最上級位のピンバッジも提供されている。なお、各問題における設定点数および合格基準については公表されていない。

## フォトマスターEX
フォトマスター検定1級合格者は、特別に用意された階級「フォトマスターEX」(エキスパート)への受験資格を得る。これは写真活動経歴と作品提出、および小論文（作文）により総合的に合否が判定される。